# Археологически музей „Римски муниципиум“
Археологически музей „Римски муниципиум“ (на сръбски: Археолошки музеј „Римски муниципијум“) е централната музейна институция в областта на археологията на Република Сръбска.
Музеят се занимава със събирането, съхраняването и опазването на археологически предмети от ІV и ІІІ век. Като част от културното наследство на Република Сръбска, една от основните дейности на този музей са експозициите с предмети от археологическия обект в Скелани. Музеят е разположен в село Скелани, община Сребреница. Директор на музея е Светлана Маркович.

## История
Музеят е основан през 2010 г., като с решението на правителството на Република Сръбска музеят придобива статут на централна институция за управление на защитената зона на археологическия комплекс Скелани.